# 張燮堂
張燮堂（1859年—），字季理，河南開封府祥符縣（今河南省開封市）人，清朝政治人物、進士出身。
光緒元年，鄉試中舉；光緒十二年，登進士。同年五月，改翰林院庶吉士。光緒十五年四月，散館，授翰林院編修；同年改國史館協修官；光緒十七年，任順天鄉試同考官。光緒二十三年，任順天鄉試同考官。光緒二十四年，任陝西補用知府。光緒二十五年，改陝西鳳翔府知府。光緒二十九年，任山陝內監試官。宣統元年，報捐免補本班離任以道員仍留原省試用，后任禁煙公所委員。